# Георги Лажот
Георги Лажот е български хайдутин и революционер от Македония.

## Биография
Георги Лажот (Лажо) е роден в прилепското село Царевик, тогава в Османската империя, днес Северна Македония. През 1879 година участва в четата на Спиро Църнев, а след това в тази на Димитър Чакрев. През 1882 година в родния си край организира малобройна чета, на която става войвода и действа в същия район. Без да разпуска четата участва в различни сражения с турските потери до 1884 година, когато през пролетта четата му е разгромена при селото Вепърчани, а той пада убит. В четата влизат и Димо Дедото (Дедов), който по-късно е войвода на своя чета, Илия Бъчварчето и братът на Георги Стоян, който също е убит през 1884 година.